# Система безоплатної правничої допомоги в Україні

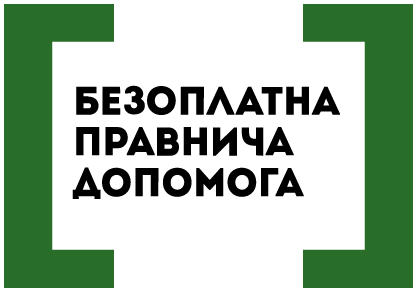

В Україні безоплатна правнича допомога — це правова допомога, що гарантується державою та повністю або частково надається за рахунок коштів Державного бюджету України, місцевих бюджетів та інших джерел, тобто pro bono.

## Загальна інформація

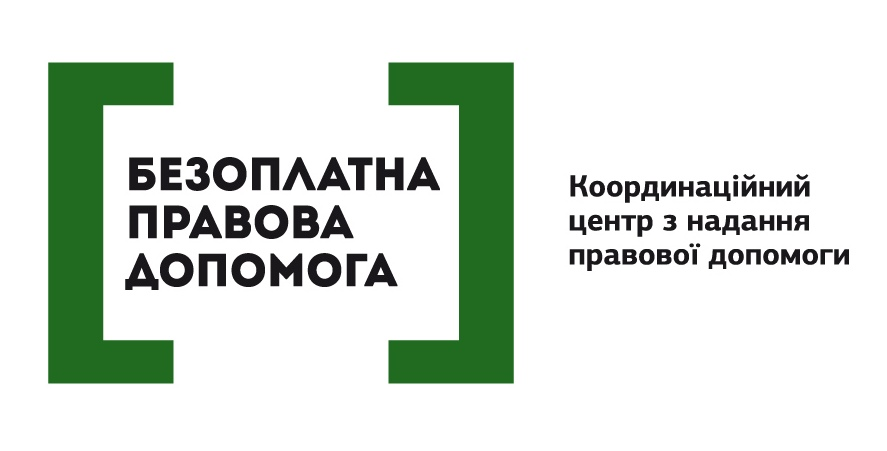

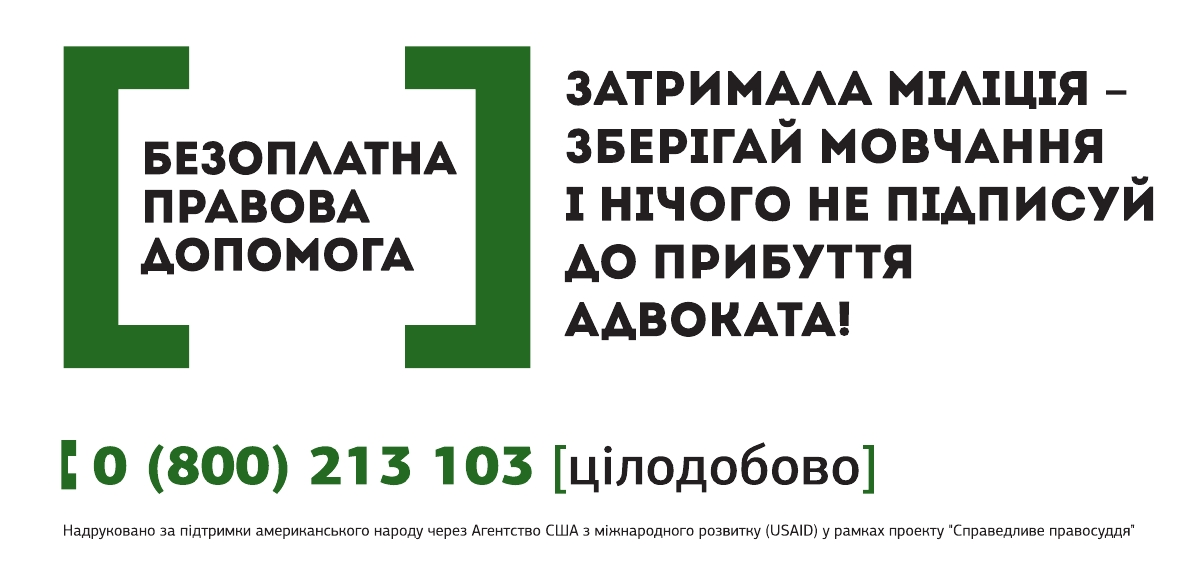
Лого центру БПД

Право на безоплатну правову допомогу (БПД) — гарантована Конституцією України можливість громадянина України, іноземця, особи без громадянства, у тому числі біженця чи особи, яка потребує додаткового захисту, отримати в повному обсязі безоплатну первинну правову допомогу. При реалізації права на безоплатну правову допомогу не допускається застосовування дискримінації.
Державна політика у сфері надання безоплатної правової допомоги ґрунтується на таких принципах:
- верховенство права.
- законність.
- доступність безоплатної правової допомоги.
- забезпечення якості безоплатної правової допомоги.
- гарантоване державне фінансування.

Питання надання безоплатної правової допомоги в Україні регулюються Конституцією України, Законом України «Про безоплатну правову допомогу»,  іншими законами України, міжнародними договорами України, згода на обов'язковість яких надана Верховною Радою України.
До системи надання безоплатної правової допомоги в Україні належать:
1. Координаційний центр з надання правової допомоги;
2. суб'єкти надання безоплатної первинної правової допомоги;
3. суб'єкти надання безоплатної вторинної правової допомоги.

## Безоплатна первинна правова допомога
Безоплатна первинна правова допомога включає такі види правових послуг:
- правової інформації;
- надання консультацій і роз'яснень з правових питань;
- допомога в складанні заяв, скарг та інших документів правового характеру (крім документів процесуального характеру);
- надання допомоги в забезпеченні доступу особи до вторинної правової допомоги та медіації.

### Суб'єкти надання безоплатної первинної правової допомоги
Суб'єктами надання безоплатної первинної правової допомоги в Україні є:
- органи виконавчої влади;
- органи місцевого самоврядування;
- фізичні та юридичні особи приватного права;
- спеціалізовані установи;
- центри з надання безоплатної вторинної правової допомоги.

Система безоплатної правової допомоги підтримує довідково-інформаційну платформу правових консультацій (правову вікіпедію) WikiLegalAid як один з важливих елементів первинної правової допомоги.

## Безоплатна вторинна правова допомога
Безоплатна вторинна правова допомога — вид державної гарантії, що полягає у створенні рівних можливостей для доступу осіб до правосуддя. Безоплатна вторинна правова допомога надається безпосередньо після первинної, тобто після консультації фахівця системи БВПД, в ході якої клієнту буде роз'яснено способи захисту своїх прав, та чи може бути вирішено питання в спосіб запропонований клієнтом.
Безоплатну вторинну правову допомогу надають центри з надання безоплатної вторинної правової допомоги та адвокати, включені до Реєстру адвокатів, які надають безоплатну вторинну правову допомогу.
Щоб отримати безоплатну вторинну правову допомогу потрібно:
- належати до пільгової категорії осіб;
- проконсультуватись з фахівцем системи БВПД, та з'ясувати чи може бути вирішена ваша проблема в запропонований вами спосіб, вам будуть роз'ясненні можливі варіанти вирішення правового питання.

Безоплатна вторинна правова допомога може включати такі види послуг:
- захист;
- здійснення представництва інтересів осіб (наприклад в суді);
- складення документів процесуального характеру.

Стандарти якості надання безоплатної правової допомоги є комплексом характеристик моделі захисту, у межах яких адвокат є незалежним в обранні правової позиції для здійснення активного та розумного захисту всіма не забороненими законом способами. Дотримання цих Стандартів є обов'язковим для адвокатів при наданні ними безоплатної вторинної правової допомоги. У грудні 2017 року Стандарти були затверджені Міністерством юстиції України.
Керівництво Координаційного центру з січня 2020 р. здійснює  в.о. директора Координаційного центру з надання правової допомоги Олександр Баранов.

## Досягнення
За 2013-2017 роки під мережа центрів безоплатної допомоги стала включати 121 державну установу з 550 офісами надання безоплатної правової допомоги. Мережа покриває всю територію України, налічуючи загалом 550 офісів в усіх містах і районах зі штатом у 3815 працівників та понад 5000 відібраних на конкурсній основі для роботи за цивільно-правовими договорами адвокатів. За час своєї роботи з 01.01.2013 система надала правову допомогу понад 5 млн соціально незахищеним громадянам в Україні.
Під час подій Євромайдану центри безоплатної правової допомоги прийняли 389 повідомлень про затримання активістів, пов’язаних з масовими мирними акціями протесту, 277 затриманих скористалися гарантованим державою захистом. Адвокатам вдалося зафіксувати 39 випадків катувань та нелюдського поводження із затриманими протестувальниками, у 92 із 114 випадків захисниками оскаржувалося обрання затриманим особам запобіжного заходу у вигляді тримання під вартою (більша частина таких скарг була задоволена апеляційними судами повністю або частково).
У 2016 році Коаліція громадських організацій «Реанімаційний пакет реформ» включила утворення системи надання безоплатної правової допомоги до списку десяти найбільших досягнень українських реформ, визнавши її вплив на близько 8 млн потенційних споживачів її послуг. Правозахисні організації, зокрема, Харківська правозахисна група, назвали утворення системи надання безоплатної правової допомоги другим за важливістю фактором зменшення кількості випадків тортур та нелюдського поводження із затриманими, які до цього були поширеною проблемою у правоохоронних органах.
За даними загальнонаціональних опитувань, проведених Фондом «Демократичні ініціативи» імені Ілька Кучеріва у 2016, 2018 та 2020 роках, за чотири роки частка громадян, які успішно захистили свої порушені права, збільшилась на третину (3 14,5% у 2016 до 19,3% у 2020). При цьому кількість людей, які звертались до центрів з надання безоплатної вторинної правової допомоги зросло понад як удвічі  (з 5,4% у 2016 до 12,4% у 2020), так само зросла вдвічі і кількість людей, обізнаних з тим де і як можна отримати безоплатну правову допомогу (з 11,9% у 2016 до 24,5% у 2020). Нарешті, звернення до системи надання безоплатної правової допомоги увійшло у 2020 році у топ-5 способів, за допомогою яких українці захищають нині свої права.